# I denti della tigre
I denti della tigre (The Teeth of the Tiger 2003) è un romanzo techno-thriller di Tom Clancy. Descrive le attività antiterroristiche di una organizzazione segreta interna all'estabilishment americano.

## Trama
Jack Ryan Jr, figlio dell'ex presidente americano Jack Ryan, decide di entrare a far parte di un'organizzazione segreta denominata Campus, creata dal padre alla fine del suo mandato presidenziale con lo scopo di combattere il terrorismo, e che lui ha individuato attraverso una attenta analisi di dati più o meno pubblici.
Il Campus, essendo una organizzazione non riconosciuta ufficialmente dal governo americano, può ricorrere a qualsiasi mezzo per contrastare le minacce terroristiche contro gli Stati Uniti, persino all'eliminazione fisica degli esponenti delle organizzazioni terroristiche.
Mentre la neonata agenzia inizia a raccogliere informazioni sui bersagli e a addestrare i propri agenti sul campo, i terroristi islamici si alleano con gli esponenti della malavita colombiana specializzata nel traffico di droga per riuscire a infiltrare negli Stati Uniti una cellula suicida che dovrà mettere in atto una serie di attentati nel cuore del territorio statunitense.
Il placet presidenziale a quest'ultima attività arriva però solo dopo questa sanguinosa catena di attentati suicidi commessi contemporaneamente da fondamentalisti islamici in territorio americano contro bersagli civili posti in luoghi secondari, finalizzati a scuotere la sicurezza degli americani sulla relativa tranquillità della provincia, posta al di fuori dai tradizionali bersagli degli attentati del passato.
Questi attentati hanno anche l'effetto di scuotere alcuni agenti, reclutati dal Campus ma non ancora convinti sulla giustezza della loro missione caratterizzata da limiti così estesi, in quanto per caso si trovano sul luogo di uno di questi attentati e contribuiscono all'eliminazione dei terroristi pur non riuscendo a salvare tutti i civili coinvolti.
A questo punto scatta la rappresaglia americana; il Campus infatti è ormai pronto a colpire e, senza lasciare traccia, elimina alcuni terroristi stanziati in Europa, riuscendo contemporaneamente ad appropriarsi di cospicue fonti di finanziamento attraverso dati presi ad uno dei terroristi eliminati, un ricco saudita appartenente alla famiglia reale.
Lo stesso Jack, inviato in missione come consulente per due agenti operativi, si ritroverà a dover eliminare un bersaglio, divenendo, anche se non ufficialmente, un agente sul campo.

## Edizioni
- Tom Clancy, I denti della tigre, traduzione di Giorgio Maini, Enzo Peru, Paolo Valpollini, collana SuperPocket, Rizzoli, 2003,  p. 447, ISBN 88-462-0814-5.